# Costanera de Garupá
La costanera de Garupá es una avenida de la ciudad de Garupá, en Argentina. Antiguamente, el trazado correspondía al balneario municipal, lugar frecuentado por la población local. 
La avenida bordea al arroyo Garupá y tiene una extensión de 4 kilómetros y cuenta con un sector de playas. Fue construida por la Entidad Binacional Yaciretá (EBY) como parte de las obras complementarias a la Represa de Yacyretá en la provincia de Misiones.

## Actualidad
En este momento,  la costanera de Garupá, es un lugar turístico y recreativo, se crearon playas, también hay plazas saludables, se organizan varios eventos para pasar en familia.
En el lugar se crearon dos sectores de arena de 200 metros lineales cada uno como balnearios, con la construcción de la infraestructura necesaria para el funcionamiento de un puesto de salud y seguridad, sanitarios, un local gastronómico. Además el lugar cuenta con iluminación pública, amplias veredas, bancos, cestos para residuos, juegos infantiles y parquización.
Debido a los nuevos espacios creados, la Municipalidad de Garupá debió crear una Escuela Municipal de Salvavidas y la División de Tránsito creó la guardia costera que está dedicada a recorrer la costanera con cuatriciclos y es apoyada por la Policía de Misiones.